# Vento nero
Vento Nero (Black Wind) è un romanzo scritto da Clive Cussler assieme al figlio Dirk Cussler, pubblicato nel 2004; narra le avventure di Dirk Pitt.

## Trama
L'avventura inizia nel 1944 con l'affondamento del sommergibile I-403 della flotta imperiale giapponese, che trasportava delle bombe. Si trattava die bombe batteriologiche capaci di uccidere qualsiasi forma di vita senza causare danni a strutture e abitazioni, che dovevano essere lanciate da un idrovolante Aichi M6A Seiran.
Passano gli anni e nel 2007, Sandecker presidente della NUMA (National Underwater and Marine Agency), decide di dare le dimissioni e andare in pensione. Così Dirk Pitt accetta di sostituirlo.
Nelle isole Aleutine e nelle Filippine tre scienziati che studiano le abitudini dei leoni marini, iniziano a trovare dei cadaveri di animali. Dirk Pitt Junior (figlio di Dirk Pitt, un nuovo agente della NUMA), si trova su una nave nei paraggi per fare delle immersioni, e riceve delle richieste di soccorso dalla stazione meteo: giunto sul posto trova anche lui carcasse di animali.
Sulla via del ritorno vede il campo base della spedizione scientifica, decide di intervenire e trova gli scienziati Sarah, Irv e Sandy, quasi svenuti, che sostengono di essere stati avvolti da uno strano vento. Inizia quindi a indagare su questo curioso fenomeno.

## Edizioni
- Clive Cussler e Dirk Cussler, Vento nero, collana La Gaja scienza, traduzione di Paola Mirizzi Zoppi, Longanesi, 23 febbraio 2006,  p. 540, ISBN 9788830423473.
- Clive Cussler e Dirk Cussler, Vento nero, collana Teadue, traduzione di Paola Mirizzi Zoppi, TEA, 2007,  p. 535, ISBN 9788850214563.
- Clive Cussler e Dirk Cussler, Vento nero, traduzione di Paola Mirizzi Zoppi, Superpocket. Best thriller, RL Libri, 2 settembre 2010,  p. 520, ISBN 9788846210807.
- Clive Cussler e Dirk Cussler, Vento nero, collana Tea più, traduzione di Paola Mirizzi Zoppi, TEA, 30 agosto 2018,  p. 544, ISBN 9788850249824.